# Willi Frach
Wilhelm „Willi“ Frach (* 18. Oktober 1906 in Breslau) war ein deutscher Bahnradsportler.
Frach wuchs in einfachen Verhältnissen auf. Er und seine vier Brüder konnten sich in der Jugend kein eigenes Fahrrad leisten. Radfahren lernte er auf dem Postrad eines Briefträgers, auf dem er in dessen Pausen üben durfte. Erst während seiner Lehrzeit als Installateur sparte er sich durch zahlreiche Nebentätigkeiten ein Rad zusammen. Er wurde Mitglied im Rad- und Kraftfahrerbund Solidarität. Im September 1926 bestritt er dann sein erstes Radrennen, welches er auch gewann.
1929 gewann er den Großen Preis von Berlin. Willi Frach gehörte zu den besten deutschen Amateur-Sprintern Anfang der 1930er Jahre. 1931 wurde er gemeinsam mit Willi Hoyer deutscher Meister im Tandemrennen, im Sprint belegte er Platz zwei. 1932 errang er bei den UCI-Bahn-Weltmeisterschaften 1932 in Rom die Bronzemedaille im Sprint und wurde er ein zweites Mal deutscher Tandemmeister, dieses Mal gemeinsam mit dem späteren Olympiasieger Toni Merkens.
Nach dem Zweiten Weltkrieg war Frach als Trainer bei der SG Dynamo Potsdam aktiv.